# Hartshill
Hartshill – wieś i civil parish w Anglii, w hrabstwie Warwickshire, w dystrykcie North Warwickshire. Leży 29 km na północ od miasta Warwick i 149 km na północny zachód od Londynu. W 2011 roku civil parish liczyła 3596 mieszkańców. Hartshill jest wspomniana w Domesday Book (1086) jako Ardreshille.